# Reed Baker-Whiting
Reed Baker-Whiting, né le 31 mars 2005 à Seattle aux États-Unis, est un joueur américain de soccer jouant au poste d'arrière gauche avec les Sounders de Seattle en MLS.

## Biographie

### En club
Né à Seattle, dans l'état de Washington aux États-Unis, Reed Baker-Whiting est formé aux Sounders de Seattle. Le 24 juillet 2020, il rejoint le Tacoma Defiance, l'équipe réserve du club.
Le 13 mai 2021, Baker-Whiting signe un contrat de quatre ans avec les Sounders de Seattle, avec une année supplémentaire en option.
Il joue son premier match avec l'équipe première de Seattle le 17 mai 2021, à l'occasion d'une rencontre de Major League Soccer face au Los Angeles FC. Il entre en jeu et son équipe l'emporte par deux buts à zéro. Cette apparition à 16 ans et 46 jours fait de lui l'un des cinq plus jeunes joueurs à faire leurs débuts en MLS.

### En sélection
Reed Baker-Whiting représente l'équipe des États-Unis des moins de 19 ans, jouant un match le 24 mars 2023 contre l'Argentine. Il est titularisé et son équipe s'impose par trois buts à un.